# 维埃纳河畔马西伊
維埃納河畔马西伊（法語：Marcilly-sur-Vienne，法語發音：[maʁsiji syʁ vjɛn]）是法国安德尔-卢瓦尔省的一个市镇，位于该省西南部，属于希农区。

## 地理
维埃纳河畔马西伊（47°2'40"N, 0°32'25"E）面积10.99 平方千米，位于法国中央-卢瓦尔河谷大区安德尔-卢瓦尔省，该省份为法国中西部省份，北起萨尔特省、东北接卢瓦-谢尔省，东南接安德尔省，南至维埃纳省，西临曼恩-卢瓦尔省。
与维埃纳河畔马西伊接壤的市镇（或旧市镇、城区）包括：吕泽、努阿特尔、维埃纳河畔波尔、普宰、维埃纳河畔里伊。
维埃纳河畔马西伊的时区为UTC+01:00、UTC+02:00（夏令时）。

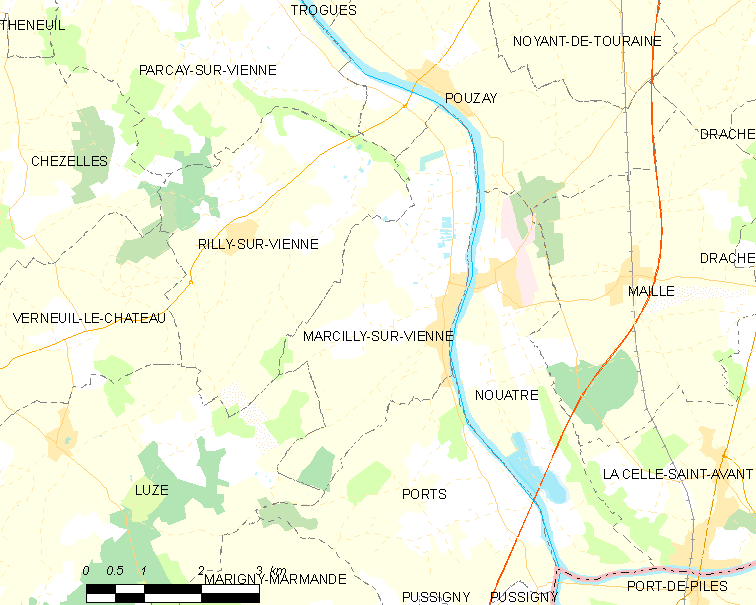
维埃纳河畔马西伊的OSM定位图

## 行政
维埃纳河畔马西伊的邮政编码为37800，INSEE市镇编码为37147。

## 政治
维埃纳河畔马西伊所属的省级选区为图赖讷地区圣莫尔县。

## 人口

1962-2008年间维埃纳河畔马西伊人口变化图示

维埃纳河畔马西伊于2022年1月1日时的人口数量为556人。